# Deméter
Deméter (em grego:  Δημήτηρ, transl.: Dēmétēr) ou Demetra (em grego:  Δήμητρα, transl.: Démētra), na mitologia grega, é a deusa da colheita e da agricultura, uma olímpica, filha de Cronos e Reia. É também deusa da terra cultivada e das estações do ano. É propiciadora do trigo, planta símbolo da civilização. Na qualidade de deusa da agricultura, fez várias e longas viagens com Dioniso ensinando os homens a cuidarem da terra e das plantações.
Em Roma, onde se chamava Ceres, seu festival era chamado Cereália, sendo celebrado na primavera.
Sua primeira filha foi Perséfone, que teve com Zeus. Perséfone era a maior alegria da mãe! Quando Hades a sequestrou, Deméter fez as plantas pararem de crescer por todo o mundo, e disse que as plantas só voltariam a crescer quando sua amada filha voltasse. Depois de muito tempo, Hades e Deméter fizeram um acordo… Perséfone ficaria com a mãe 3/4 do ano e ficaria com Hades 1/4 do ano.
Deméter é descrita como "a loira Deméter" na "Ilíada" de Homero.

## Relacionamentos e filhos
Com Zeus, seu irmão, ela teve uma filha, Perséfone ("a de braços brancos"). Teve dois gémeos chamados Despina ("a deusa das sombras invernais") e Árion, com seu irmão Posidão. Abandonou a menina sem nome ao nascimento para procurar Perséfone quando raptada. Despina, que representa o inverno, é o oposto de sua irmã, Perséfone, que representa a primavera, e de sua mãe Deméter, deusa da agricultura. O filho chamado Árion era um cavalo de crinas azuis, que  tinha o poder da fala e de ver o futuro. Foi o cavalo mais rápido de todos os tempos e ajudou bravamente  muitos heróis em suas conquistas.
Deméter também é uma das deusas que tiveram filhos com mortais. Com o herói cretense Iasião,  teve dois filhos gêmeos,  Pluto e Filomelo, e um terceiro filho, Coribas Um fragmento do Catálogo de Mulheres, de Hesíodo, sugere que Deméter teve um outro amante mortal, Etião, que foi fulminado por um raio de Zeus. Alguns estudiosos inferem  que Iásio e Etião são a mesma pessoa.

## Rapto de Perséfone
Deméter (Ceres), deusa dos campos dourados, que trabalhava incessantemente junto aos homens, ensinando-lhes o plantio e a colheita de trigo, tinha uma filha chamada Perséfone (Proserpína), uma jovem virgem adolescente com os cabelos dourados como os raios de Sol. Sua mãe, Deméter, a incumbia de colher ramos de trigo em um campo separado dos outros, preservando-a do contato com os homens. No mundo subterrâneo habitava um deus chamado Hades (Plutão), senhor dos infernos e do mundo dos mortos. Em uma de suas passagens pela superfície, Hades avista Perséfone nos campos de trigo e se apaixona imensamente por ela. Indo em sua direção, agarra-a pelos cabelos e a coloca em sua carruagem negra puxada por cavalos negros que soltavam chamas verdes das ventas. A terra se abre num terremoto e Hades rapta Perséfone, levando-a ao seu reino nas profundezas.
Quando Hades raptou Perséfone e a levou para seu reino subterrâneo, Deméter ficou desesperada, saiu como louca pelo mundo afora sem comer e nem descansar. Decidiu não voltar para o Olimpo enquanto sua filha não lhe fosse devolvida, e culpando a terra por ter aberto a passagem para Hades levar sua amada filha, ela disse:
– Ingrato solo, que tornei fértil e cobri de ervas e grãos nutritivos, não mais gozará de meus favores!
Durante o tempo em que Deméter ficou fora do Olimpo a terra tornou-se estéril, o gado morreu, o arado quebrou, os grãos não germinaram. Sem comida a população sofria de fome e doenças. A fonte Aretusa (em outras versões, a ninfa Ciana, metarmofoseada em um rio) então contou que a terra abriu-se de má vontade, obedecendo às ordens de Hades e que Perséfone estava no Érebo, triste mas com pose de rainha, como esposa do monarca do mundo dos mortos.
Com a situação caótica em que estava a terra estéril, Zeus pediu a Hades que devolvesse Perséfone. Ele concordou, porém antes, fê-la comer um bago de romã e assim a prendeu para sempre aos infernos, pois quem comesse qualquer alimento nessa região ficava obrigado a retornar.
Com isso, ficou estabelecido que Perséfone passaria um período do ano com a mãe, e outro com Hades. O primeiro período corresponde à primavera, em que os grãos brotam, saindo da terra assim como Perséfone. Neste período Perséfone é chamada Core, a moça. O segundo é o da semeadura de outono, quando os grãos são enterrados, da mesma forma que Perséfone volta a ser Rainha do submundo no reino do seu marido. Durante o inverno, Despina mostra sua ira contra seus pais e sua irmã, congelando lagos e destruindo plantações e flores.

## Árvore Genealógica
|  |  |  |  | Reia | Reia | Reia | Reia | Reia    | Reia    |         |         | Cronos  | Cronos  | Cronos | Cronos | Cronos | Cronos |          |          |          |          |          |          |  |  |           |           |           |           |           |           |  |  |          |          |          |          |          |          |  |  |         |         |         |         |         |         |  |  |
|  |  |  |  | Reia | Reia | Reia | Reia | Reia    | Reia    |         |         | Cronos  | Cronos  | Cronos | Cronos | Cronos | Cronos |          |          |          |          |          |          |  |  |           |           |           |           |           |           |  |  |          |          |          |          |          |          |  |  |         |         |         |         |         |         |  |  |
|  |  |  |  |      |      |      |      |         |         |         |         |         |         |        |        |        |        |          |          |          |          |          |          |  |  |           |           |           |           |           |           |  |  |          |          |          |          |          |          |  |  |         |         |         |         |         |         |  |  |
|  |  |  |  |      |      |      |      |         |         |         |         |         |         |        |        |        |        | Zeus     | Zeus     | Zeus     | Zeus     | Zeus     | Zeus     |  |  | Perséfone | Perséfone | Perséfone | Perséfone | Perséfone | Perséfone |  |  |          |          |          |          |          |          |  |  |         |         |         |         |         |         |  |  |
|  |  |  |  |      |      |      |      |         |         |         |         |         |         |        |        |        |        | Zeus     | Zeus     | Zeus     | Zeus     | Zeus     | Zeus     |  |  | Perséfone | Perséfone | Perséfone | Perséfone | Perséfone | Perséfone |  |  |          |          |          |          |          |          |  |  |         |         |         |         |         |         |  |  |
|  |  |  |  |      |      |      |      |         |         |         |         |         |         |        |        |        |        |          |          |          |          |          |          |  |  |           |           |           |           |           |           |  |  |          |          |          |          |          |          |  |  |         |         |         |         |         |         |  |  |
|  |  |  |  |      |      |      |      | Deméter | Deméter | Deméter | Deméter | Deméter | Deméter |        |        |        |        | Poseidon | Poseidon | Poseidon | Poseidon | Poseidon | Poseidon |  |  | Despina   | Despina   | Despina   | Despina   | Despina   | Despina   |  |  | Árion    | Árion    | Árion    | Árion    | Árion    | Árion    |  |  |         |         |         |         |         |         |  |  |
|  |  |  |  |      |      |      |      | Deméter | Deméter | Deméter | Deméter | Deméter | Deméter |        |        |        |        | Poseidon | Poseidon | Poseidon | Poseidon | Poseidon | Poseidon |  |  | Despina   | Despina   | Despina   | Despina   | Despina   | Despina   |  |  | Árion    | Árion    | Árion    | Árion    | Árion    | Árion    |  |  |         |         |         |         |         |         |  |  |
|  |  |  |  |      |      |      |      |         |         |         |         |         |         |        |        |        |        |          |          |          |          |          |          |  |  |           |           |           |           |           |           |  |  |          |          |          |          |          |          |  |  |         |         |         |         |         |         |  |  |
|  |  |  |  |      |      |      |      |         |         |         |         |         |         |        |        |        |        | Iasião   | Iasião   | Iasião   | Iasião   | Iasião   | Iasião   |  |  | Pluto     | Pluto     | Pluto     | Pluto     | Pluto     | Pluto     |  |  | Filomelo | Filomelo | Filomelo | Filomelo | Filomelo | Filomelo |  |  | Coribas | Coribas | Coribas | Coribas | Coribas | Coribas |  |  |
|  |  |  |  |      |      |      |      |         |         |         |         |         |         |        |        |        |        | Iasião   | Iasião   | Iasião   | Iasião   | Iasião   | Iasião   |  |  | Pluto     | Pluto     | Pluto     | Pluto     | Pluto     | Pluto     |  |  | Filomelo | Filomelo | Filomelo | Filomelo | Filomelo | Filomelo |  |  | Coribas | Coribas | Coribas | Coribas | Coribas | Coribas |  |  |

## Culto
Os Mistérios de Elêusis, celebrados no culto à deusa, na Grécia, interpretam essa lenda como um símbolo contínuo de morte e ressurreição.
Deméter pode ser representada:
- sentada, com tochas ou uma serpente. Seus atributos são a espiga e o narciso, seu pássaro é a grou.
- tendo em uma das mãos uma foice e na outra um punhado de espigas e papoulas, trazendo na cabeça, uma coroa com esses mesmos elementos.

Ao final de sua jornada, Io se casou com Telégono, rei do Egito, e fez uma estátua a Deméter, que os egípcios chamavam de Ísis, e passaram também a chamar Io de Ísis.